# Золотокіс рудогузий
Золотокіс рудогузий (Cossypha dichroa) — вид горобцеподібних птахів родини мухоловкових (Muscicapidae). Мешкає в Південно-Африканській Республіці та Есватіні.

## Опис

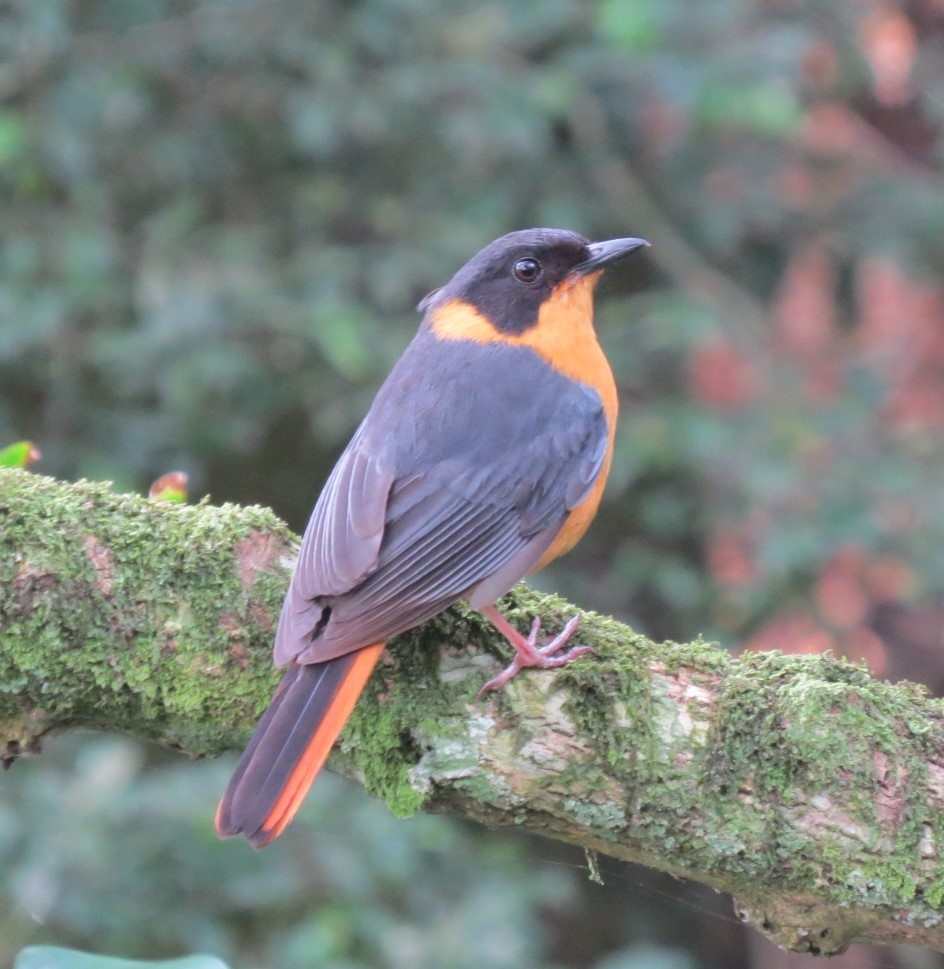
Рудогузий золотокіс

Довжина птаха становить 20 см. Верхня частина тіла, голови і обличчя чорні (скроні дещо темніші), нижня частина тіла рудувато-жовта. На віднімну від споріденних видів, у рудогузого золотокоса немає "брів" над очима. Молоді птахи мають палеву верхню частину тіла, поцятковану охристими плямками і рудий хвіст з темною смугою посередині.

## Підвиди
Виділяють два підвиди:
- C. d. dichroa (Gmelin, JF, 1789) — поширений на сході ПАР та в Есватіні;
- C. d. mimica Clancey, 1981 — поширений на півдні ПАР.

## Поширення і екологія
Рудогузі золотокоси поширені від півдня Західнокапської провінції через Східнокапську провінцію, Квазулу-Наталь, Есватіні і провінцію Мпумаланга до півночі провінції Лімпопо. Вони ведуть переважно поодинокий спосіб життя, живуть в підліску гірських субтропічних і тропічних лісів. Взимку птах мігрує в прибережні ліси.

## Поведінка
Рудогузі золотокоси харчуються комахами та іншими безхребетними. яких шукають серед листя, рідше на землі. Доповнюють свій раціон фруктами. Сезон розмноження триває з жовтня по січень. Рудогузі золотокоси часто стають жертвою гніздового паразитизму з боку червоноволої зозулі.